# مارك كوك
مارك كوك (1988 - ) هو كاتب أغاني ولاعب كرة قدم أمريكي في مركز حراسة المرمى. لعب مع الجامعي دي بيرو.